# Bertie Ahern
Patrick Bartholomew Ahern, kendt som Bertie Ahern – irsk: Pádraig Parthalán Ó hEachthairn (født 12. september 1951 i Dublin) er en indflydelsesrig irsk politiker fra partiet Fianna Fáil. Fra 26. juni 1997 til 6. maj 2008 var han Republikken Irlands 11. taoiseach (regeringsleder). 
Bertie Ahern ledede en koalitionsregering af hans eget Fianna Fáil, landets største parti, i samarbejde med de mindre partier Green Party og Progressive Democrats med støtte fra enkelte individuelt valgte medlemmer af parlamentet. Bertie Ahern gik styrket ud af parlamentsvalget i maj 2007, skønt Fianna Fáil ikke opnåede absolut flertal. Regeringen var en liberal regering, der spændte fra Irlands politiske centrum og mod højre.
2. april 2008 meddelte Ahern, at han trak sig tilbage fra premierministerposten og som partileder 6. maj 2008. Det skyldtes, at han blev anklaget for i begyndelsen af 1990'erne at have modtaget penge til personligt brug fra forretningsfolk. Der blev nævnt et beløb på 452.800 irske pund. Han blev afløst på begge poster af Brian Cowen.
Bertie Aherns datter, Georgina, er gift med Nicky Byrne fra Westlife. De har børnene Rocco og Jay.